# Острів на небесах
Острів на небесах (англ. Island in the Sky) — американська кримінальна драма режисера Герберта А. Лідза 1938 року.

## У ролях
- Глорія Стюарт — Джулі Гейс
- Майкл Вейлен — Майкл Фрейзер
- Пол Келлі — Джонні Дойл
- Роберт Келлард — Пітер Вінсент
- Джун Сторі — Люсі Родос
- Пол Герст — Геппі
- Леон Еймс — Марті Батлер
- Віллард Робертсон — Вальтер Родос
- Джордж Умберт — Пітер Тромпас
- Еджи Геррінг — місіс Меггі O'Шей
- Чарльз Д. Браун — інспектор Вайтгед